# 雕鸮属
雕鸮属（学名：Bubo），是在世界大部分地区都能发现的一属典型的猫头鹰，包括二十多种。过去曾经单列为一属的雪鸮（Nyctea scandiaca）经过DNA序列的研究，认为与本属的关系非常近，被归入本属。
原魚鴞屬（Ketupa）和斑渔鸮属（Scotopelia）也被归入本属。但在2020年的一份研究中指出斑漁鴞和魚鴞屬的物種若將其歸類於雕鴞屬下會使其成為成為並系群。因此此兩屬恢復其獨立地位，並有九個物種從雕鴞屬移到魚鴞屬中。
- 雪鸮 Bubo scandiacus (Linnaeus, 1758)
- 大雕鴞 Bubo virginianus (Gmelin, JF, 1788)
- 小鵰鴞 Bubo magellanicus (Lesson, RP, 1828)
- 雕鸮 Bubo bubo (Linnaeus, 1758)
- 岩雕鸮 Bubo bengalensis (Franklin, 1831)
- 法老雕鸮 Bubo ascalaphus Savigny, 1809
- 海角雕鸮 Bubo capensis Smith, A, 1834
- 阿拉伯雕鸮 Bubo milesi Sharpe, 1886
- 灰雕鸮 Bubo cinerascens Guérin-Méneville, 1843
- 斑点雕鸮 Bubo africanus (Temminck, 1821)